# Csalánozók
A csalánozók (Cnidaria) a valódi szövetes állatok egyik bazális rendszertani törzse mintegy 11 000 recens és 6000 kihalt fajjal. Már az első csalánozó genom szekvenálása kiderítette, hogy látszólagos egyszerűségük dacára biokémiai és genetikai értelemben is jóval bonyolultabbak, mint addig gondolták. A ParaHoxozoa kládban a korongállatkák (Placozoa) testvércsoportjának tekintik őket.
Nevüket csalánsejtjeikről (cnidociták) kapták. Ezek specializált, csípni képes organellumokat, nematocisztákat tartalmazó sejtek.
Közéjük tartoznak a zátonyépítő korallok, a tengerirózsák és kehelyállatok is. Korábban űrbelűeknek vagy testüregeseknek (Coelenterata) nevezték őket, de amióta a bordásmedúzákat (Ctenophora) önálló törzsbe különítették el, ezeket a régi neveket nem használják.

## Nevük eredete
Tudományos nevüket a görög knidē (csalán) szóból képezték, és magyar megnevezésükhöz hasonlóan csalánsejtjeikre utal (Lőrinczi–Torma).

## Származásuk, elterjedésük
Fosszíliáik már az ediakara időszak óta tömegesek. Nagy többségük tengeri. A néhány édesvízi faj egyike, a közönséges hidra (Hydra vulgaris) hazai vizeinkben is gyakori.

## Megjelenésük, felépítésük
Méretük igen változatos a néhány mm-estől a 2,5 m-nél is nagyobb átmérőjű egyedi példányokig. Telepeik 10 m-esnél is nagyobbak lehetnek.
A bélcsíra szerveződési szintjén állnak, zsákszerű testük sugaras szimmetriájú. Emésztőrendszerük a gasztrovaszkuláris űrbél (cölenteron), amely lehet egyszerű vagy válaszfalakkal (septákkal) tagolt (Lőrinczi–Torma). Tulajdonképpeni testük a központi részét elfoglaló űrbélüreget veszi körül — ez az űrbélüreg a bélcsíra ősbélüregéből (coeloma) fejlődött ki, nem úgy, mint a szivacsoké. Külső sejtrétegük az ektodermális eredetű felhám (epidermisz) ez a hámsejtek mellett érzéksejteket is tartalmaz és ebbe ágyazódnak be a csalánsejtek. Belső sejtrétegük, amit mirigyhámnak is neveznek, entodermális eredetű bélhám (gasztrodermisz). A két hámréteg közé zárt középréteg (mesogloea) csak kevés sejtez tartalmaz; a harmadik csíralemez ebben a csoportban még nem jelent meg. Kocsonyás  állományát zömmel fehérjék és összetett szénhidrátok alkotják; a medúzák középrétegében sok a víz (Bakonyi et al.).
Idegrendszerük aránylag fejlett és hálózatos. A sok nyúlványú sejtek összekapcsolódnak egymással, amitől az inger az egész szervezetben szétterjed. A hálózatban központosulás alig figyelhető meg. Az ingerekre adott válaszaik ezért kevéssé differenciáltak. Külön sejtcsoportokkal érzékelik a fényt, a helyzetüket, a mechanikai és kémiai ingereket (Bakonyi et al.).
Számos szabadon úszó kockamedúzában és kehelyállatban megvan a rhopalia nevű szerv. Ez érzékelő sejtekből álló komplex struktúra, amely alkothat akár képalkotásra alkalmas szemlencsét és retinát vagy statolithot, ami a gerincesek belső fülében levő otolithhoz hasonlóan a gravitációt érzékeli.
Szájnyílásukat tapogatók (tentaculák) veszik körül.
Kétféle, eltérő alakú és életmódú létformájuk a medúza- és a polip alak. Utóbbinak semmi köze a puhatestűek közé tartozó polipokhoz (Octopoda). A két szó azonos alakja megtévesztő lehet.
Megkülönböztető jellegzetességeik a felhámjukba épült csalánsejtek (cnidociták). A test teljes felületén előfordulnak, de a fogókarokon igazán gyakoriak. Az „egyszer használatos” sejtekből egy merev serte áll ki. Ennek érintésre a sejt fedele felpattan, és a tömlőből általában bénító méreg (más taxonoknál ragasztó anyag, ritkán hurkoló fonál) jut a zsákmányra. Egyes csoportjaik különféle módokon juttatják a mérget célpontjuk szervezetébe — megkülönböztetik a csalánsejtek hurkoló, faltörő, ragasztó stb. típusait (Lőrinczi–Torma). A kisülés után a csalánsejt elpusztul, és a helyén újabb képződik.
Ősszájúak, tehát egyetlen testnyílásuk száj- és végbélnyílásként is funkcionál. Elkülönült kiválasztó-, légző- és keringési rendszerük nincs, ezért diffúzan lélegeznek: egész testfelszínük és űrbelük is légző felület. Két létformájuk felépítése igen hasonló; a medúza ernyője (umbrella) a polip törzsének és talpkorongjának, az ernyőalji konkáv rész (subumbrella) pedig a polip szájtájékának feleltethető meg. Egyes taxonokban a medúza-, másokban a polipalak teljesen hiányzik.

## Életmódjuk, élőhelyük
Nagy többségük ragadozó, a zömmel szűrögetők vagy élősködők törpe kisebbségben vannak. Ez táplálkozásuk jellemző módjára utal, mivel többnyire nem különösebben válogatósak: megesznek bármi szerveset, amit meg tudnak fogni és a testüregnyílásukon be tudnak gyömöszölni. A táplálékot részben az űrbélben emésztik meg az erre szakosodott mirigysejtek (extracelluláris emésztés). Ezután a tápanyagot az ún. abszorpciós sejtek veszik fel; ezek fejezik be a lebontást (intracelluláris emésztés). A bomlástermékeket minden sejt önállóan választja ki.
A medúzák szabadon úszó, nyílt vízi (pelágikus) életet élnek, és az űrbelükből kipréselt víz segítségével gyorsan haladhatnak. Az aljzatlakó polipok többnyire helytülők (szesszilisek), bár esetleg nagyon lassú, bukfencező vagy csúszó mozgással képesek némi helyváltoztatásra. A polipok gyakran telepesek; az ilyenek külső (epidermális) vagy belső, mesogloea eredetű vázuk lehet.
Polipformáik a tengerekben néha hatalmas telepeket alkotnak. Közéjük tartoznak a mészvázas a korallok, köztük az algákkal szimbiózisban élő zátonyépítő fajok is. Ezek a Föld legproduktívabb állatai abban az értelemben, hogy egységnyi területen és idő alatt ezek halmozzák fel a legtöbb szerves anyagot. Hatalmas tömegükből sok helyen szigetek jönnek létre (Bakonyi et al.).

### Szaporodásuk
A hagyományos leírás szerint a legtöbb faj nemzedékváltással (metagenezissel) szaporodik úgy, hogy az ivartalanul szaporodó polipformát ivarosan szaporodó medúzaforma követi. Valójában a csalánozók életciklusai igen változatosak, és ez csak egy közülük. Lárvájuk alaptípusa a planktonikus életmódú planula lárva (bolygólárva), amelyből egyes csoportoknál actinula lárva fejlődhet.
Az aljzaton ülő, kevéssé mozgékony hidraalakok (polipok) ivartalanul, bimbózással vagy egyszerű lehasadással hozzák létre a vízben szabadon lebegő medúzaformát. A medúzák többsége váltivarú, bár vannak hímnős (hermafrodita) fajok is.  Ezek ivarsejteket termelnek. A zigótából kialakuló csillós lárva (planula) megtelepszik az aljzaton (köveken, növényeken, más állatokon, pl. csigákon, kagylókon, rákokon), és hidrává fejlődik.

## Rendszertani felosztásuk
Rendszertani felosztásuk még bizonytalan. Egyes rendszerezők három altörzsüket különítik el (Lőrinczi–Torma);
Ezek:
- a virágállatok (Anthozoa),
- a medúzák (Medusozoa) és
- az  Endocnidozoa altörzs, amely a parazita nyálkaspórásokat(Myxozoa) és az ugyancsak parazita Polypodium hydriforme fajt (a Polypodiozoa osztály egyetlen faját) foglalja magába.

A virágállatok közé tartoznak
- a nyolcosztatú virágállatok (Octocorallia),
- a hatosztatú virágállatok (Hexacorallia) és
- a csöves virágállatok (Ceriantharia).

A medúzák közé tartoznak
- a hidraállatok (Hydrozoa),
- a kehelyállatok (Scyphozoa),
- a kockamedúzák (Cubozoa) és
- a Staurozoa fajai.

Mások szerint csak egy altörzs van, de ebbe nem tartozik bele az osztályok többsége:
- - Virágállatok (Anthozoa) osztálya
  - †Cyclozoa osztály, a prekambriumban és a kambriumban éltek
  - Hidraállatok (Hydrozoa) osztálya
- Medúzák (Medusozoa) altörzse
  - Kockamedúzák (Cubozoa) osztálya
  - Polypodiozoa osztály
  - Kehelyállatok (Scyphozionita) osztálya
  - Nyelesmedúzák (Staurozoa) osztálya
- Nyálkaspórások (Myxozoa) csoportja (egy időben önálló törzsbe sorolták, azóta helyzete bizonytalan)

Hagyományosan a hidraállatokat tartották a legprimitívebbeknek ezek közül, de az újabb bizonyítékok alapján úgy tűnik, hogy a virágállatok a törzs legkorábban divergált osztálya. Egyes rendszertanászok a hidraállatokat is a medúzák altörzsébe sorolják és a virágállatokat is altörzs szintjére emelik.

## Felhasználásuk, gazdasági jelentőségük
Az élénk színű mészvázas korallok keresett ékkövek.
Egyes fajok prosztaglandin hormonokat és a szívműködésre, valamint az idegrendszerre ható összetett fehérjéket állítanak elő. 